# Масломйонца
Масломйонца (пол. Masłomiąca) — село в Польщі, у гміні Міхаловіце Краківського повіту Малопольського воєводства.
Населення — 748 осіб (2011).
У 1975-1998 роках село належало до Краківського воєводства.

## Демографія
Демографічна структура станом на 31 березня 2011 року:
|          | Загалом | Допрацездатний вік | Працездатний вік | Постпрацездатний вік |
| -------- | ------- | ------------------ | ---------------- | -------------------- |
| Чоловіки | 369     | 108                | 230              | 31                   |
| Жінки    | 379     | 92                 | 226              | 61                   |
| Разом    | 748     | 200                | 456              | 92                   |